# Les Friques
Les Friques (Lè Fretyè  en patois fribourgeois) est une localité et une ancienne commune suisse du canton de Fribourg, située dans le district de la Broye.

## Histoire
Les Friques forment une seule agglomération avec Villars-le-Grand dans le canton de Vaud, bien que les deux localités aient toujours été séparées. La route Avenches-Portalban sert de limite communale et cantonale. Fief de la seigneurie de Grandcour, puis de celle de Saint-Aubin dès 1444, la localité fit partie du bailliage de Saint-Aubin, puis des districts d'Avenches dès 1798, de Montagny dès 1803 et de Dompierre de 1830 à 1848. Les Friques relèvent de la paroisse de Saint-Aubin. Localité à caractère rural, on y cultive des céréales et y pratique l'élevage.
Depuis 1991, Les Friques fait partie de la commune de Saint-Aubin avec qui elle a fusionné.

## Patrimoine bâti
Une chapelle (Route de la Côte-aux-Moines 7) dédiée à l'Immaculée Conception et à Saint-Nicolas a été édifiée en 1757-1758. Ses vitraux ont été réalisés en 1981 par Émile Aebischer, alias Yoki.

## Toponymie
1429 : Villard en Vully devers le vent
1584 : Villard des Friques

## Démographie
Les Friques comptait 78 habitants en 1811, 71 en 1850, 66 en 1900, 69 en 1950, 51 en 1990.